# Manowo (gemeente)
De gemeente Manowo is een landgemeente en maakt deel uit van powiat Koszaliński. Aangrenzende gemeenten:
- Koszalin (stadsdistrict)
- Bobolice, Polanów, Sianów en Świeszyno (powiat Koszaliński)

De zetel van de gemeente is in het dorp Manowo.
De gemeente beslaat 11,3% van de totale oppervlakte van de powiat.

## Demografie
De gemeente heeft 9,9% van het aantal inwoners van de powiat.

## Plaatsen
- Manowo (Duits Manow, dorp)

Administratieve plaatsen (sołectwo) van de gemeente Manowo:
- Bonin, Cewlino, Grzybnica, Kretomino, Rosnowo (Rosnowo-Osiedle en Rosnowo-Wieś), Wyszebórz en Wyszewo.

Zonder de status sołectwo : Dęborogi, Gajewo, Grąpa, Grzybniczka, Jagielno, Kliszno, Kopanica, Kopanino, Kostrzewa, Lisowo, Mostowo, Policko, Poniki, Wiewiórowo, Zacisze.